# راکپرت (تگزاس)
راکپرت، تگزاس(به انگلیسی: Rockport, Texas) شهری در ایالت تگزاس از ایالات جنوبی ایالات متحده آمریکا است. در سرشماری سال ۲۰۰۰، جمعیت این شهر ۹۸۱۰ نفر اعلام شد.